# Plymouth Horizon TC3
Plymouth Horizon TC3 – samochód sportowy klasy kompaktowej produkowany pod amerykańską marką Plymouth w latach 1979 – 1981.

## Historia i opis modelu

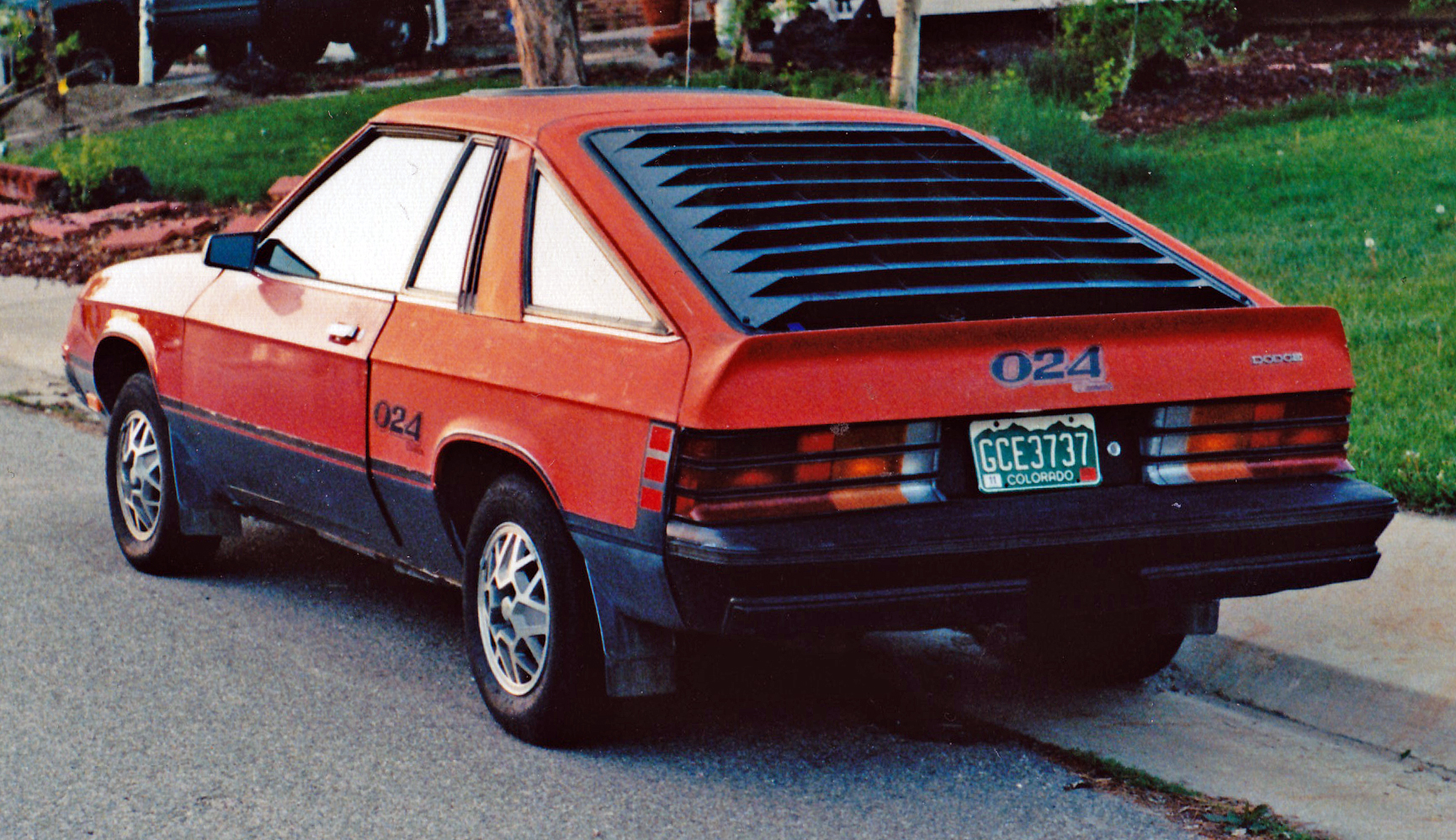
Plymouth Horizon TC3 - tył

W 1979 roku Plymouth zdecydował się poszerzyć swoją ofertę modelową o kompaktowe, 3-drzwiowe coupe oparte na bazie modelu Horizon, wraz z bliźniaczym Dodge Omni 024. Pomimo tego samego członu w nazwie, był to samochód głęboko zmodyfikowany pod kątem wizualnym i mający swój indywidualny charakter.
Do napędu używano silników R4. Moc przenoszona była na oś przednią poprzez 3-biegową automatyczną bądź 4-biegową manualną skrzynię biegów.

### Pierwsza zmiana nazwy
W 1980 roku Plymouth postanowił uprościć nazwę sportowego modelu do Plymouth TC3, aby nie utożsamiać tego modelu z oddzielnie pozycjonowanym hatchbackiem Horizon.

### Lifting i druga zmiana nazwy
Z powodu niewielkiej popularności, w 1981 roku Plymouth postanowił gruntownie zmodernizować Horizona TC3 i ponownie zmienić jego nazwę - tym razem samochód przemianowano na Plymoutha Turismo.

### Silniki
- L4 1.7l
- L4 2.2l

### Dane techniczne
- R4 1,7 l (1716 cm³), 2 zawory na cylinder, SOHC
- Układ zasilania: jeden gaźnik
- Średnica cylindra × skok tłoka: 79,50 mm × 86,40 mm
- Stopień sprężania: 8,2:1
- Moc maksymalna: 66 KM (48,5 kW) przy 5200 obr./min
- Maksymalny moment obrotowy: 115 N•m przy 2800 obr./min
- Przyspieszenie 0-100 km/h: b/d
- Prędkość maksymalna: 146 km/h